# Asadora!
Asadora! (連続漫画小説 あさドラ！?, Renzoku manga shōsetsu Asadora!, lett. "Romanzo a fumetti seriale Asadora!") è un manga scritto e disegnato da Naoki Urasawa, pubblicato sulla rivista Big Comic Spirits di Shōgakukan a partire dal 6 ottobre 2018. La storia, ambientata in Giappone, si sviluppa dal dopoguerra della seconda guerra mondiale, fino ai giorni nostri, e si concentra sulla vita di Asa Asada.
Il manga trae spunto dalle famose serie televisive Asadora (連続テレビ小説?, Renzoku terebi shōsetsu, lett. "Romanzo seriale televisivo"), trasmesse ogni mattina dall'emittente statale NHK. Queste serie televisive, in onda da oltre 50 anni, sono tra le più popolari del Giappone.

## Trama
Nel 1959, la giovane Asa Asada, ultimo membro di una famiglia numerosa, che comprende, oltre a lei, altri dieci figli, sta correndo per le strade di Nagoya, incurante del tifone in arrivo, per avvisare il medico dell'imminente travaglio della madre. Mentre sta tornando indietro, incontra Haruo Kasuga, ex aviatore veterano di guerra. In seguito al peggioramento della tempesta, i due si rifugiano in un container; una volta usciti, scoprono che gran parte del porto di Nagoya, nella zona dove abita Asa, è stata distrutta e sommersa. Per aiutare le persone coinvolte, Asa e Kasuga decidono di usare un aereo per distribuire dall'alto cibo e acqua; una volta arrivati sulla zona dove dovrebbe trovarsi la casa di Asa, trovano al suo posto una gigantesca impronta, e all'improvviso sbuca fuori dall'acqua una gigantesca coda, per poi sparire di nuovo.
Nel 1964, Asa, la quale ha compiuto diciassette anni, è diventata un'aviatrice e ha fondato, con l'aiuto di Kasuga, una compagnia aerea che porta il suo stesso nome, la quale si occupa di pubblicità aerea. Un giorno si presenta l'uomo che è stato il mentore di Kasuga, il quale mostra a quest'ultimo una foto raffigurante la stessa coda vista cinque anni prima; anche Asa la nota e da quel momento inizia a cercare informazioni sulla misteriosa creatura, sperando di poter ritrovare in questo modo anche la sua famiglia.

## Personaggi
Asa Asada (浅田あさ?, Asada Asa)
La protagonista della storia. Nonostante la giovane età, ha un forte senso del dovere e della responsabilità, e una grande determinazione, che la porta a non arrendersi mai. Dopo aver conosciuto Kasuga, si appassiona agli aerei, dimostrandosi molto abile nella guida. Il suo nome significa "mattino", perché è nata di mattina.
Haruo Kasuga (春日晴男?, Kasuga Haruo)
Ex aviatore e veterano della seconda guerra mondiale. Durante la guerra, grazie a complesse manovre aeree, riusciva a evitare i bombardamenti delle navi nemiche. Dopo la fine della guerra, ridotto in povertà, ruba da un tempio buddistha per cercare di ricavare soldi per ottenere un brevetto di volo, ed è in questa circostanza che incontra Asa, la quale inizialmente lo insegue, ma poi i due diventano amici, e Kasuga insegna ad Asa come pilotare un aereo. Aveva una moglie e un figlio, i quali sono morti a causa di un bombardamento aereo.
Shota (翔太?, Shōta)
Amico di scuola di Asa. A causa delle aspettative della sua famiglia, e costretto ad allenarsi duramente nella corsa ogni giorno, per partecipare alle prossime olimpiadi, poiché i suoi due fratelli maggiori non hanno potuto farlo. Vede Asa come una rivale per via della sua maggiore abilità nella corsa.
Kinuyo (きぬよ?)
Amica di Kasuga e proprietaria di un ristorante a Nagoya. Aiuta Asa, preparando per lei degli onigiri da distribuire alle vittime del tifone.

## Manga
Il manga, scritto e disegnato da Naoki Urasawa, viene serializzato dal 6 ottobre 2018 sulla rivista Big Comic Spirits edita da Shōgakukan. I vari capitoli vengono raccolti in volumi tankōbon dal 29 marzo 2019.
In Italia la serie viene pubblicata da Panini Comics sotto l'etichetta Planet Manga dal 29 ottobre 2020.

### Volumi
| 1 | 29 marzo 2019 | ISBN 978-4-09-860278-0 | 29 ottobre 2020  | ISBN 978-88-912-9607-8 |
| 1 | Capitoli - 1. La ragazzina che corre come il vento (駆け抜ける少女?, Kakenukeru shōjo) - 2. Due persone in mezzo alla tempesta (嵐の中のふたり?, Arashi no naka no futari) - 3. L'eroe dei cieli (空の勇者?, Sora no yūsha) - 4. Al riparo dalla tempesta (嵐からの隠れ場所?, Arashi kara no kakure basho) - 5. Alta marea (高潮?, Takashio) - 6. Il ristorante di Kinuyo (めし処 きぬよ?, Meshidokoro Kinuyo) - 7. Il prescelto (選ばれた子?, Erabareta ko) - 8. L'impronta (ツメアト?, Tsumeato) |                        |                  |                        |
| 2 | 30 settembre 2019 | ISBN 978-4-09-860433-3 | 21 gennaio 2021  | ISBN 978-88-912-9781-5 |
| 2 | Capitoli - 9. Quella cosa (アレ…?, Are...) - 10. L'incontro (遭遇?, Sōgū) - 11. La barra di comando (操縦桿?, Sōjūkan) - 12. Un vero e proprio volo in aereo (本物の飛行機乗り?, Honmono no hikōki-nori) - 13. Il giorno del compleanno (誕生の日?, Tanjō no hi) - 14. L'aeroplano (あの飛行機?, Ano hikōki) - 15. 17 anni (17歳?, Jūnanasai) - 16. Non voltarti (ふりむかないで?, Furimukanaide)                                                                                                  |                        |                  |                        |
| 3 | 28 febbraio 2020 | ISBN 978-4-09-860587-3 | 18 marzo 2021    | ISBN 978-88-912-9866-9 |
| 3 | Capitoli - 17. Una piccolissima possibilità (ほんの少しの可能性?, Honnosukoshi no kanōsei) - 18. I cinque cerchi (五つの輪?, Itsutsu no wa) - 19. Una cosa assolutamente impossibile da dire (絶対に言えないこと?, Zettai ni ienai koto) - 20. La ricerca (探しモノ?, Sagashi mono) - 21. La lettera (手紙?, Tegami) - 22. Soltanto un aereo da combattimento (ただの戦闘機?, Tada no sentōki) - 23. La sfuriata di Kinuyo (きぬよ、怒鳴り込む?, Kinuyo, donarikomu)                               |                        |                  |                        |
| 4 | 28 agosto 2020 | ISBN 978-4-09-860738-9 | 17 giugno 2021   | ISBN 978-88-912-9954-3 |
| 4 | Capitoli - 24. Il giorno dell'apparizione (出現の日?, Shutsugen no hi) - 25. Communication Breakdown (コミュニケーション・ブレイクダイウン?, Komyunikēshon Bureikudaiun) - 26. Spazzatura (ゴミ?, Gomi) - 27. Il ruolo di una sorella maggiore (お姉ちゃんの役割?, Onē-chan no yakuwari) - 28. Accident (アクシデント?, Akushidento) - 29. Ignition! (イグニッション！?, Igunisshon!) - 30.L'incontro (遭遇?, Sōgū)                                                                                |                        |                  |                        |
| 5 | 30 aprile 2021 | ISBN 978-4-09-861078-5 | 25 novembre 2021 | ISBN 978-88-287-6409-0 |
| 5 | Capitoli - 31. Il momento della battaglia decisiva (決戦の時?, Kessen no toki) - 32. Lock On! (Lock On!?) - 33. Decifrazione (解説?, Kaisetsu) - 34. Fuoco! (発射！?, Hassha!) - 35. Lancio! (投下！?, Tōka!) - 36. Buio pesto (真っ暗闇?, Makkurayami) - 37. Un vero aviatore (本当の飛行士?, Hontō no hikōshi) |                        |                  |                        |
| 6 | 28 dicembre 2021 | ISBN 978-4-09-861231-4 | 16 giugno 2022   | ISBN 978-88-287-6660-5 |
| 6 | Capitoli - 38. 10 ottobre 1964, il cielo è sereno (1964年10月10日、晴天なり?, Sen-kyūhyaku-rokujū-yon-nen jūgatsu jūnichi, seiten'nari) - 39. Radio a transistor (トランジスタラジオ?, Toranjisuta rajio) - 40. Pillole (カプセル?, Kapuseru) - 41. Sulla banchina (プラットホームにて?, Purattohōmu nite) - 42. La gioventù (若者たち?, Wakamono-tachi) - 43. Il giorno dello sparo d'inizio (号砲の日?, Gōhō no hi) - 44. Oggetto non identificato (不詳物体?, Fushō buttai)                     |                        |                  |                        |
| 7 | 30 novembre 2022 | ISBN 978-4-09-861546-9 | 22 giugno 2023   | ISBN 978-88-287-4602-7 |
| 7 | Capitoli - 45. Verso il mare... (海へ…?, Umi e…) - 46. Sulla riva (渚にて?, Nagisanite) - 47. Superuomo (超人?, Chōjin) - 48. Un solo colpo! (一撃!?, Ichigeki!) - 49. Punto di atterraggio (着地?, Chakuchi) - 50. La nascita di un eroe (ヒーロー誕生?, Hīrō tanjō) - 51. Ritorno dal lavoro (仕事帰り?, Shigoto kaeri) |                        |                  |                        |
| 8 | 27 dicembre 2023 | ISBN 978-4-09-862669-4 | 23 maggio 2024   | ISBN 978-88-287-8700-6 |
| 8 | Capitoli - 52. L'audizione (オーディション?, Ōdishon) - 53. È nata una stella…? (スター誕生…？?, Sutā tanjō…?) - 54. La gioventù del 1964 (1964年の青春?, 1964-nen no seishun) - 55. La danzatrice della voce delle onde (潮騒の踊り子?, Shiosai no odoriko) - 56. Nella tana del lupo… (虎穴に入らずんば…?, Koketsu ni hairazunba…) - 57. Corri verso l'oscurità (暗闇へ突っ走れ?, Kurayami e tsuppashire) - 58. Un incontro fortuito (邂逅?, Kaigō)                                              |                        |                  |                        |
| 9 | 28 novembre 2024 | ISBN 978-4-09-863132-2 | 17 aprile 2025   | ISBN 979-12-21915-10-5 |
| 9 | Capitoli - 59. Disertore (脱走兵?, Dassō-hei) - 60. Shibuya, alle 7 di sera (渋谷は夜の７時?, Shibuya wa yoru no 7-ji) - 61. Scoop (特ダネ?, Tokudane) - 62. Lezioni di canto (歌のレッスン?, Uta no ressun) - 63. Il salvatore (救世主?, Kyūseishu) - 64. La lettera d'amore strappata (破れたラブレター?, Yabureta rabu retā) - 65. Come On-A My House (カモナマイハウス?, Kamon a mai hausu) |                        |                  |                        |

### Capitoli non ancora in formatotankōbon
Questa lista è suscettibile di variazioni e potrebbe essere incompleta o non aggiornata.

## Accoglienza
Asadora! è stato nominato per il premio Miglior fumetto per giovani adulti al quarantottesimo Angoulême International Comics Festival 2021. Rebecca Silverman di Anime News Network ha assegnato come votazione al primo volume una "A-", scrivendo: "questa è un'opera davvero solida. Asa è il tipo di eroina dal temperamento fiero cui è facile rimanere dietro". Reuben Baron di Comic Book Resources ha invece affermato: "In qualità di racconto di finzione storica, Asadora! è così convincente che è quasi una sorpresa una volta che gli elementi fantascientifici fanno nuovamente capolino nelle ultime due pagine del volume".